# 沈该
沈该（?—?），南宋吴兴（今浙江省湖州市）人。
绍兴间任职礼部侍郎，出知夔州，召还，除参知政事，进左仆射。绍兴二十九年四月，黄中庆贺金主完颜亮生辰归国，称金国重修汴梁，是为了迁都以便军事威胁南宋，南宋应加强战备。沈该和汤思退认为形势并非如此。 沈该懷疑孙道夫辄言武事，是借此引用张浚，孙道夫被贬绵州（四川绵阳）。晚年以老请罢，以观文殿大学士奉祠。有文集五十卷。